# Great Langton
Great Langton est un village du Yorkshire du Nord, en Angleterre. Il est situé près de Scorton et Northallerton, le long de la route B6271. La rivière Swale traverse le village.
Le village de Great Langton a été appelé Langton-upon-Swale (Langton-sur-la-Swale).